# Hernán Aguirre
Hernán Ricardo Aguirre Calpa (Guachucal, Nariño, 13 de diciembre de 1995) es un ciclista profesional colombiano. Desde 2023 corre para el equipo mexicano Forte Petrolike-Androni Giocattoli de categoría Continental.

## Palmarés
2018
- Vuelta al Lago Qinghai, más 2 etapas

2019
- 1 etapa de la Vuelta al Lago Qinghai

## Resultados en Grandes Vueltas
Durante su carrera deportiva ha conseguido los siguientes puestos en las Grandes Vueltas:
| Carrera | Carrera         | 2014 | 2015 | 2016 | 2017 | 2018 | 2019 | 2020 | ... | 2023 |
| ------- | --------------- | ---- | ---- | ---- | ---- | ---- | ---- | ---- | --- | ---- |
|         | Giro de Italia  | —    | —    | —    | —    | —    | —    | —    | —   | —    |
|         | Tour de Francia | —    | —    | —    | —    | —    | —    | —    | —   | —    |
|         | Vuelta a España | —    | —    | —    | 37.º | —    | —    | —    | —   | —    |

—: no participa

Ab.: abandono

## Equipos
- Manzana Postobón Team (2014-2018)
- Interpro Cycling Academy[1] (2019)
- Colombia Tierra de Atletas-GW Bicicletas[2] (2020)
- Petrolike (2023-)
  - Forte Petrolike-Androni Giocattoli (2024-)